# Alexia
 (décembre 2017).
Si vous disposez d'ouvrages ou d'articles de référence ou si vous connaissez des sites web de qualité traitant du thème abordé ici, merci de compléter l'article en donnant les références utiles à sa vérifiabilité et en les liant à la section « Notes et références ».
Pour le comparateur d'avocats en ligne, voir Alexia.fr.
Alexia, de son vrai nom Alessia Aquilani, (née le 19 mai 1967 à La Spezia en Ligurie) est une chanteuse italienne, particulièrement connue pour avoir chanté plusieurs titres emblématiques de l'eurodance (avec Double You, Ice MC ou seule).

## Biographie
Alexia entame sa carrière, en 1993 au sein du projet Ice MC avec des tubes tels que Think About the Way, Take Away The Color ou encore It's A Rainy Day.
C'est en 1995 qu'elle commence sa carrière solo, internationale d'abord, puis italienne avec la fin de la dance des années 1990. Elle tente un come-back international en 2002 avec Don't You Know.

### Débuts
Alexia commença à chanter dès son enfance, vers l'âge de quatre ans, dans plusieurs spectacles se déroulant dans sa ville natale avec le soutien de sa famille.
À l'âge de sept ans, Alexia entra dans le groupe « I ragazzi di Migliarina » pour se lancer par la suite en solo. Pendant toute son enfance, Alexia fut passionnée par le chant et le piano mais elle se mit à être passionnée par un autre art : la danse. Elle a également fondé un groupe appelé « Brother Machine ».

### Avec le label DWA
Après s'être fait remarquer par Roberto Zanetti, elle commença à travailler avec le label DWA. Elle participe à de nombreux passages de projets dance en chantant les chœurs ou les refrains.
En 1989, elle sort un single intitulé Boy sous le nom « Alexia Cooper », puis deux autres chansons suivront : Gotta Be Mine et Let You Go. Alexia participe au début des années 1990 sur plusieurs morceaux entre autres de Double You : Please Don't Go et Part Time Love. Elle prête sa voix à d'autres groupes dance, notamment Cybernetica avec la chanson I Wanna Be With You, Digilove avec les chansons Let the Night take the blame et Give You Love et aussi le projet "Fourteen 14" avec les chansons Don't Leave Me et Goodbye.

### Le projet Ice MC
En 1993, Roberto Zanetti eut l'idée de faire participer Alexia aux chansons du rappeur Ice MC. À cette époque, la dance est à son apogée. De ce duo naîtront des tubes connus dans le monde entier comme Think About the Way, It's a rainy day, Take away the colour 95, mais aussi Russian roulette et Dark night rider.
En 1995, du fait que la popularité d'Alexia était grandissante, Roberto Zanetti lança Alexia vers une carrière solo.

### Carrière solo
En 1995, sort son premier single Me and You (en featuring Double You). Alexia se classe numéro 1 en Italie et en Espagne. En 1996, elle sort son deuxième single, Summer is Crazy. La chanson eut beaucoup de succès dans divers pays européens. La même année sort son troisième single Number One, qui connaît le même succès. En 1997 sort le tube Uh la la la, ce quatrième tube est celui de la consécration pour Alexia et en même temps sort son premier album intitulé Fan club.
En 1998, sort le single « Gimme love « . Il est le premier extrait du second album d’Alexia. L'album qui se nomme « The Party » voit Alexia s'éloigner du son Eurodance vers un son plus pop.La même année, sort le deuxième single de l’album « The Music I Like ».
Afin de poursuivre la promotion et la tournée de l'album « the party » un troisième single est tiré de l’album ‘Keep On Movin '.
En 1999, Alexia sort son troisième album intitulé Happy. Deux singles en seront extraits, Goodbye et Happy.
En 2000 sort le single « Ti amo, ti amo ». Ce titre est extrait du premier best of de sa carrière intitulé « The Hits ».Ce dernier contient les grands succès d’Alexia.
Cette compilation conclura sa collaboration avec ses producteurs.Toujours en 2000, sort le maxiCd Crazy for you remixé par Eiffel 65.
En 2001, Alexia sort son quatrième album « Mad for music ». C’est le premier album de la chanteuse signé pour le label Sony / Epic. Deux singles en seront extraits« Money Honey » et « Summerlovers ». La même année, Alexia participe au Festivalbar et fait la promotion de son album en Italie.
En 2002, sort le cinquième album éponyme de la chanteuse. Il existe deux versions de cet album. un en anglais et pour la première fois, une version en italien.Le premier extrait se nomme « Dimmi come » qui est aussi publié en anglais sous le nom « Don’t you know ». Avec cette chanson Alexia participe au 52e Festival de Sanremo, terminant 2e dans la catégorie « Big e vincendo il Premio Volare migliore Musica » .
À partir de cet album, sa musique se tourne presque exclusivement vers le marché italien. Durant l’été 2002 sort le deuxième single « Non lasciarmi mai » 
En 2003, Alexia retourne à San Remo avec la chanson "Per dire di no" et gagne la première place. La chanson est extraite de son 6e album intitulé  "Il cuore a modo mio" sortit la même année , qui contient également le single "Egoista".
Le 20 mai 2003, Alexia reçoit le prix "Città della Spezia" pour avoir donné de "l'éclat" à sa ville natale La même année, avec l'attribution du "Premio Titano ", elle est récompensée comme la meilleure artiste féminine de l'année.
En 2004, Alexia enregistre aux États-Unis son septième album intitulé "Gli occhi grandi della luna". Sur cet opus elle collabore avec les producteurs Sam Watters et Louis Biancaniello, et l'auteur Diane Warren (Sam Watters et Louis Biancaniello écrivent, produisent et arrangent la chanson "Come tu me vuoi", tandis que Diane Warren signe "Se te ne vai così"). L'album contient également la chanson intitulée "Senza un vincitore", consacrée à l'histoire de Marco Pantani. L'album sort le 1er juin 2004.

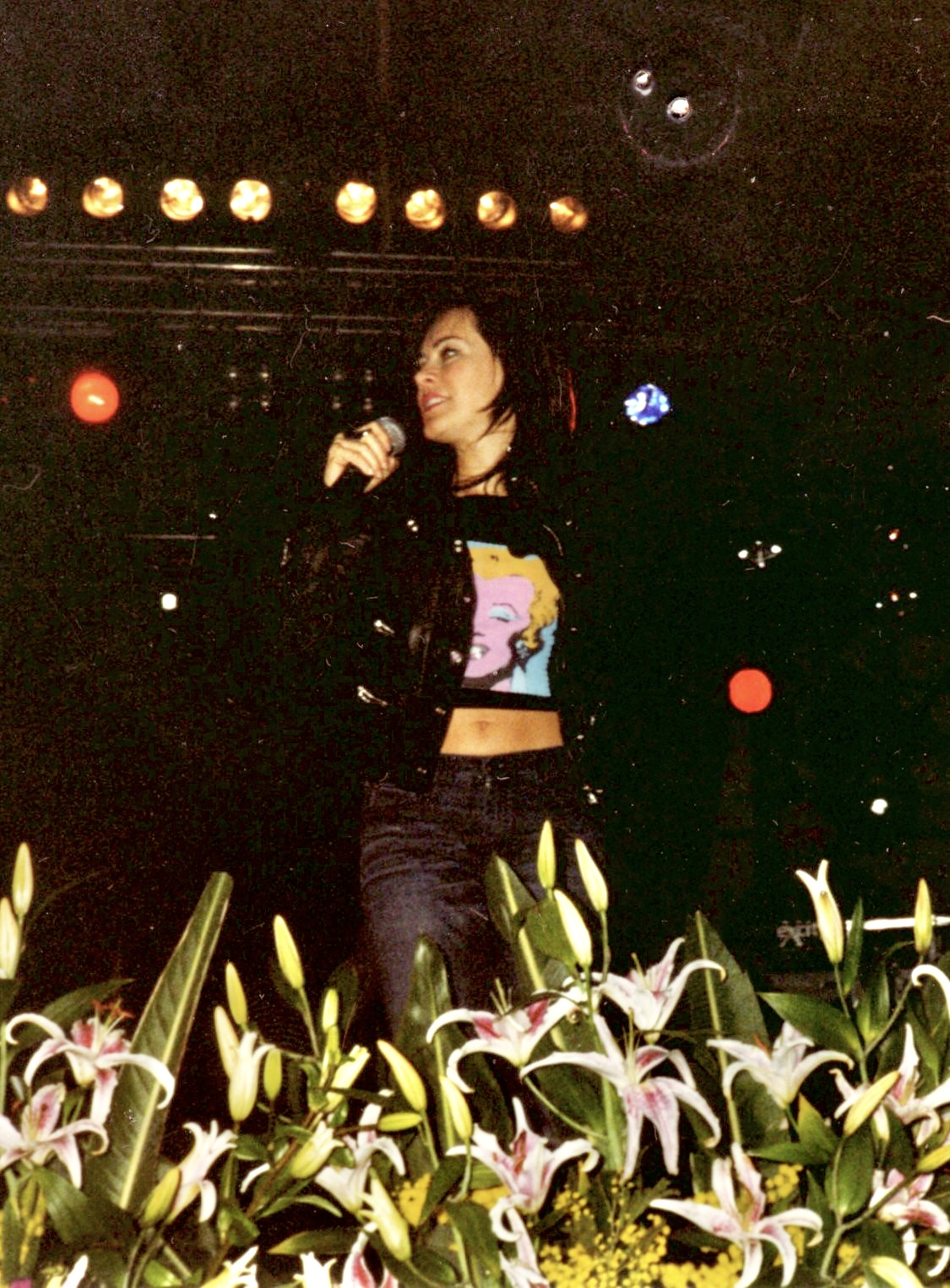
Alexia en concert en 2004 a Termini Imerese, Italie

En 2013, elle sort le single Jenny Vola, le titre est écrit, composé et produit par Maury Lobina d'Eiffel 65
Le 17 avril 2015 , un nouveau single est publié. Il s'intitule Il mondo non accetta le parole. Ce titre est le premier extrait de l'album Tu puoi se vuoi qui sort le 5 mai de la même année. Le 26 juin 2015 le second extrait est publié. il s'intitule Sento. Le 9 octobre sort le troisième et dernier extrait Prenditi la vita.
Le 19 mai 2017, sort le single Beata Gioventù écrit par Lorenzo Vizzini. Il est le premier extrait de l'album Quell' Altra.
En juin, le single promotionnel La cura per me a été choisi comme l'hymne de la Gay Pride 2017 à Milan.
Le 29 septembre 2017, sort l'album Quell' Altra avec en troisième extrait le titre Fragile fermo immagine, le 5 décembre 2017 est extrait le quatrième single de l'album Quell' Altra.
Le 19 avril 2019 sort le single « Come La Vita In Genere ».

## Années 2020
Le 24 juillet 2020 sort une collaboration avec les rappeurs Achille Lauro et Capo Plaza intitulée "You and Me"; la chanson est incluse dans l'EP "1990" de Lauro.
Le 3 avril 2021 sort le single du DJ Usai intitulé "notte" en collaboration avec Alexia.
Le 25 novembre 2022 sort l'album intitulé " My Xmas ", contenant 10 chansons sur le thème de Noël.
Le 7 avril 2023 sort le single "Dal basso" en collaboration avec Danti et Saturnino.
Le 16 juin 2023 sort le single "Proiettili e diamanti"
Le 24 novembre 2023 sort une version deluxe de l'album "My Xmas" incluant deux chansons supplémentaires
En 2024, Alexia se produit au festival Tomorrowland avec Nervo, et interprète une nouvelle version du titre "Uh La La La",.
Le 15 novembre 2024 sort le single " I Feel Feelings"
Le 9 mai 2025 sort le single " Follow"

## Vie personnelle
En octobre 2005, Alexia s'est mariée avec Andrea Camerana, le neveu de Giorgio Armani.
Le 14 février 2007, ils ont eu leur première fille nommée Maria Vittoria et le 4 juillet 2011 leur seconde fille Margherita.

## Discographie

### Albums
- 1997 - Fan Club
- 1998 - The Party
- 1999 - Happy
- 2001 - Mad for Music
- 2002 - Alexia
- 2003 - Il cuore a modo mio
- 2004 - Gli occhi grandi della Luna
- 2008 - Alè
- 2009 - Ale & c.
- 2010 - Stars
- 2013 - iCanzonissime
- 2015 - Tu puoi se vuoi
- 2017 - Quell' Altra
- 2022 - My Xmas
- 2023 - My Xmas (Deluxe Edition)

### Best of
- 2000 - The Hits
- 2005 - Da grande

### Singles
Me And You (feat. Double You) (1995)
Summer Is Crazy (1996)
Number One (1996)
Uh La La La (1997)
Gimme Love (1998)
The Music I Like (1998)
Keep On Movin'  (1998)
Happy (1999)
Goodbye (1999)
Ti amo ti amo  (2000)
Money Honey  (2001)
Summerlovers (2001)
Don't You Know (2002)
Non lasciarmi mai  (2002)
Per dire di no (2003)
Egoista (2003)
Come tu mi vuoi  (2003)
Da grande  (2005)
Du du du  (2007)
Grande coraggio  (2008)
Guardarti dentro (2008)
Biancaneve (feat. Mario Lavezzi) (2009)
We is the power (feat.Bloom 06) (2009)
E non sai (feat. Madame Sisi) (2009)
Star  (2010)
A volte si a volte no (2012)
Io no (2013)
Jenny vola (2013)
Il mondo non accetta le parole (2015)
Sento (2015)
Prenditi la vita (2015)
Beata Gioventù (2017)
La cura per me (2017)
Fragile Fermo Immagine (2017)
Quell' Altra (2017)
Come La Vita In Genere (2019)
You And Me (avec Achille Lauro et Capo Plaza) (2020)
Notte (USAI featuring Alexia ) (2021)
Christmas (Baby please come home) (2022)
Dal Basso (avec Danti et Saturnino) (2023)
Proiettili e diamanti (2023)
I Feel Feelings (2024)
Follow (2025)